# Salvador Cabañas
Salvador Cabañas Ortega (ur. 5 sierpnia 1980 w Asunción) – paragwajski piłkarz grający na pozycji napastnika. Obdarzony przydomkiem „Chava”.

## Kariera klubowa
Piłkarską karierę Cabañas rozpoczął w klubie 12 de Octubre Itaugua. W 1998 roku zadebiutował w jego barwach w Primera División. W zespole 12 de Octubre końca 2000 roku, ale zaliczył półroczny epizod (1999) w stołecznym zespole Club Guaraní. W 2001 roku zawodnik wyjechał do Chile. Został piłkarzem zespołu Audax Italiano. Miejsce w wyjściowym składzie wywalczył w 2002 roku, ale zdobył tylko jedną bramkę w chilijskiej Primera División. Jednak w sezonie 2003 fazy Apertura zaliczył 18 trafień w 17 meczach i wywalczył koronę króla strzelców chilijskiej ligi.
Latem 2003 roku Cabañas przeniósł się do Meksyku. Jego pierwszym klubem w tym kraju został Jaguares de Chiapas z miasta Tuxtla Gutiérrez. W meksykańskiej Primera División swój debiut zaliczył 2 sierpnia w przegranym 0:1 wyjazdowym spotkaniu z Tigres UANL. W Jaguares szybko stał się najlepszym strzelcem drużyny – w sezonie 2003/2004 strzelił 20 goli, w 2004/2005 – 16, a w 2005/2006 – 20 (został królem strzelców fazy Clausura).
Latem 2006 roku Cabañas znów zmienił barwy klubowe i został zawodnikiem Club América. 27 sierpnia w meczu z CD Veracruz, wygranym przez Amérikę 5:1, zaliczył 4 trafienia, stając się pierwszym od 10 lat piłkarzem tego klubu, który zdobył 4 gole w jednym spotkaniu. W 2007 roku został najlepszym strzelcem zespołu. W Copa Libertadores zdobył 10 bramek i został najlepszym strzelcem tego turnieju. W roku 2007 został wybrany Piłkarzem Roku w Paragwaju, a także Piłkarzem Roku w Ameryce Południowej.
25 stycznia 2010 roku został postrzelony w głowę w jednym z meksykańskich klubów. Trafił do szpitala z obrażeniami głowy, znajdując się w stanie krytycznym.
W styczniu 2012 dołączył do klubu w którym zaczynał swoją karierę – 12 de Octubre.
| Sezon   | Klub                  | Kraj     | Rozgrywki        | Mecze | Bramki |
| ------- | --------------------- | -------- | ---------------- | ----- | ------ |
| 1998    | 12 de Octubre Itaugua | Paragwaj | Primera División | ?     | ?      |
| 1999    | 12 de Octubre Itaugua | Paragwaj | Primera División | ?     | ?      |
| 1999    | Club Guaraní          | Paragwaj | Primera División | ?     | ?      |
| 2000    | 12 de Octubre Itaugua | Paragwaj | Primera División | ?     | ?      |
| 2001    | Audax Italiano        | Chile    | Primera División | 7     | 0      |
| 2002    | Audax Italiano        | Chile    | Primera División | 29    | 1      |
| 2003    | Audax Italiano        | Chile    | Primera División | 17    | 18     |
| 2003/04 | Jaguares de Chiapas   | Meksyk   | Primera División | 36    | 20     |
| 2004/05 | Jaguares de Chiapas   | Meksyk   | Primera División | 31    | 16     |
| 2005/06 | Jaguares de Chiapas   | Meksyk   | Primera División | 32    | 20     |
| 2006/07 | Club América          | Meksyk   | Primera División | 30    | 14     |
| 2007/08 | Club América          | Meksyk   | Primera División | 28    | 15     |
| 2008/09 | Club América          | Meksyk   | Primera División | 27    | 19     |
| 2009/10 | Club América          | Meksyk   | Primera División | 20    | 14     |

## Kariera reprezentacyjna
W reprezentacji Paragwaju Cabañas zadebiutował 1 czerwca 2004 roku w przegranym 1:2 meczu z Boliwią, rozegranym w ramach eliminacji do Mistrzostwa Świata w Niemczech. W 2006 roku został powołany przez Aníbala Ruiza do kadry na ten turniej, jednak był tylko rezerwowym i nie wystąpił w żadnym spotkaniu. W 2007 roku na Copa América 2007 zdobył trzy gole: dwa w spotkaniu z Kolumbią (5:0) i jednego z USA (3:1).